# Яни Бор-Чокрак (Сімферополь)
Яни́-Бор-Чокра́к (крим. Yañı Bor Çoqraq), Новий Бор-Чокрак або Фонтани (крим. Фонтаны) — мікрорайон у місті Сімферополь, в Центральному районі міста.

## Назва
Свою кримськотатарську назву отримав від колишнього села, а зараз району Сімферополя Бор-Чокрак (Заводське), що розташований в районі вулиці Данілова та Барикадної. Yañı з кримськотатарської — новий.
Російську назву отримав від радянської назви сусіднього села Ягмурча (Фонтани).

## Опис
Розташований на південно-західній околиці міста, між мікрорайоном Новороманівка на півночі, Севастопольською вулицею на заході, кордоном міста з селом Ягмурча (Фонтани) на півдні, та районом 60-річчя Жовтня на північному сході.
Місце компактного проживання кримських татар, виник у 1990-х роках. Складно уявити, що 25 років тому тут було голе необжите поле. Воно й привернуло увагу кримських татар, які повернулися з висилки, для того, щоб побудувати тут на батьківщині, нове життя.
Тут живе близько 6 тисяч осіб, жителі масиву самі збудували кілька дитячих майданчиків, звели квартальну мечеть із мінаретом.
Головні вулиці: Кантар, Кара-Деніз, Адлет.
В районі розташований сквер «Ватан», мечеть Бор-Чокрак Джамісі, школа «чотирьох президентів», дитячій садок.
Іноді між Яни Бор-Чокраком та мікрорайоном Ак-Мечеть окремо виділяють мікрорайон Новомиколаївка з вулицями Янтарна, Кипарисна, Хвойна, Мигдальна, Піхтова, Грибна та Ландшафтним парком фонду М. К. Реріха, названий по сусідньому селу Новомиколаївка.

## Історія
Житловий масив виник на межі 1980-х і 1990-х років, саме тоді до Криму масово поверталися кримські татари. На виїзді із міста в напрямку Севастополя кілька сотень родин репатріантів і заснували селище.
1991 року влада узаконила самопоселення, а наступного — був розроблений генеральний план селища. Він передбачав спорудження 22 багатоповерхових житлових будинків, школи, дитсадка, фельдшерсько-акушерського пункту, культурного центру, поштового відділення, інших об'єктів соціальної інфраструктури. Звели лише шість багатоповерхівок. Сьому досі не завершили — майже готовий 180-квартирний будинок другий рік стоїть незаселений. Не завершили будівництво школи і медичного пункту.